# Dictionnaire Cambridge Advanced Learner
Pour les articles homonymes, voir CALD.
Le Cambridge Advanced Learner's Dictionary (en abrégé CALD ) est un dictionnaire d'anglais contenant plus de 140 000 mots, expressions et significations. Il est publié pour la première fois en 1995 sous le nom de Cambridge International Dictionary of English, par Cambridge University Press. Il convient aux apprenants des niveaux CEF B2-C2.

## Mot de l'année
Le Cambridge Dictionary Word of the Year, par Cambridge University Press and Assessment, est publié chaque année depuis 2015. Le Cambridge Word of the Year (mot Cambridge de l'année) est choisi en fonction de ce que les gens recherchent dans le dictionnaire le plus populaire au monde pour les apprenants d'anglais. En 2022, le Cambridge Word of the Year était « homer », causé par les joueurs de Wordle recherchant des mots de cinq lettres, en particulier ceux que les joueurs non américains connaissaient moins En 2021, le mot de l'année du Cambridge Dictionary était perseverance (persévérance en français). 
En 2020, « quarantaine ».

## Éditions
- Première édition publiée pour la première fois en 2003.
- Deuxième édition publiée pour la première fois en 2005.
- Troisième édition publiée pour la première fois en 2008.
- Quatrième édition publiée pour la première fois en 2013.